# The Lexicon of Love
The Lexicon of Love – debiutancki album brytyjskiego zespołu popowego ABC, wydany 25 czerwca 1982 roku. Reedycja, zawierająca dema i nagrania na żywo, ukazała się w 2004 roku. Jest to album koncepcyjny, w którym narrator próbuje wyleczyć ból serca, szukając wartościowego związku.
Płyta dotarła do 1. pozycji na UK Albums Chart. Pochodziło z niej także kilka hitów: Tears Are Not Enough – (UK #19), Poison Arrow (UK #6, US #25), The Look of Love (UK #4, US #18) oraz All of my Heart (UK #5).

## Wyróżnienia krytyków
- Jeden z 1001 albumów, które musisz usłyszeć przed śmiercią (1001 Albums You Must Hear Before You Die)
- 3 najlepszy album roku 1982 i 15 lat 80. zdaniem NME
- 52. najlepszy debiutancki album według Uncut
- 19. najlepszy album z 1982 według The Village Voice
- Q umieścił album na 40. miejscu rankingu najlepszych brytyjskich płyt i 92. najlepszych płyt w ogóle
- The Observer Music Monthly umieścił płytę na 42. miejscu listy najlepszych albumów brytyjskich

## Lista utworów

### Oryginalne wydanie
Strona A
1. „Show Me” – 4:02
2. „Poison Arrow” – 3:24
3. „Many Happy Returns” – 3:56
4. „Tears Are Not Enough” – 3:31
5. „Valentine's Day” – 3:42

Strona B
1. „The Look of Love” (Part One) – 3:26
2. „Date Stamp” – 3:51
3. „All of My Heart” – 5:12
4. „4 Ever 2 Gether” – 5:30
5. „The Look of Love” (Part Four) – 1:02

### 2004 Deluxe Edition
CD 1
Part 1The Original Album
1. „Show Me” – 4:02
2. „Poison Arrow" – 3:24
3. „Many Happy Returns” – 3:56
4. „Tears Are Not Enough” – 3:31
5. „Valentine's Day” – 3:42
6. „The Look of Love” (Part One) – 3:26
7. „Date Stamp – 3:51
8. „All of My Heart” – 5:12
9. „4 Ever 2 Gether” – 5:30
10. „The Look of Love” (Part Four) – 1:02
Part 2The Original Singles
11. „Overture” – 3:59
12. „Tears Are Not Enough” (original single version) – 3:36
13. „Alphabet Soup” – 8:03
14. „Theme from Man Trap” – 4:19
15. „Poison Arrow" (Jazz Mix) – 7:06
Part 3An Oddity and An Out-Take
16. „Into the Valley of the Heathen Go” – 2:00
17. „Alphabet Soup” (Swapshop version) – 3:13

CD 2
Part 4The Route to the Lexicon
1. „Tears Are Not Enough” (Phonogram Demo 20 July 1981) – 3:32
2. „Show Me” (Phonogram Demo 20 July 1981) – 4:03
3. „Surrender” (Phonogram Demo 20 July 1981 – 3:29
Part 5The Lexicon of Love—Live at Hammersmith Odeon November 1982
4. „Overture” – 3:56
5. „Show Me” – 4:21
6. „Many Happy Returns” – 7:02
7. „Tears Are Not Enough” – 5:33
8. „Date Stamp” – 7:07
9. „The Look of Love” – 5:59
10. „All of My Heart” – 6:45
11. „Valentine's Day” – 4:44
12. „4 Ever 2 Gether” – 6:53
13. „Alphabet Soup” – 8:26
14. „Poison Arrow" – 5:22

Wszystkie utwory napisane przez ABC oprócz „4 Ever 2 Gether” i „Overture”, skomponowanych przez ABC/Anne Dudley.

## Twórcy

### Zespół
- Martin Fry: wokal
- David Palmer: perkusja
- Stephen Singleton: saksofon sopranowy I altowy
- Mark White: gitara, keyboard

### Muzycy gościnni
- Anne Dudley: keyboard, orkiestra
- Brad Lang: gitara basowa
- Mark Lickley: gitara basowa na „Tears Are Not Enough”, „Poison Arrow" i „The Look of Love"
- J.J. Jeczalik: Fairlight
- Kim Wear: trąbka
- Andy Gray: puzon na „Tears Are Not Enough"
- Luis Jardim: dodatkowa perkusja
- Tessa Webb: dodatkowy wokal na „Date Stamp"
- Gaynor Sadler: harfa
- Karen Clayton: mówiący głos kobiety na „Poison Arrow"

## Produkcja

### Zespół producencki
- Trevor Horn – producent
- Gary Langan – inżynier
- Gered Mankowitz – fotografia filmowa
- Paul Cox – fotografia zespołu
- Pete Bill – fotografia na okładce
- Visible Inc. – design
- Neutron Records – design

### Na reedycji z 2004
- Gary Moore – digital remastering
- Daryl Easlea – kompilator I koordynator
- Martin Fry – kompilator
- Deluxe Graphics@Green Ink – odnawianie I adaptacja grafiki